# The Succubus
The Succubus is aflevering 34 (#303) van Comedy Centrals animatieserie South Park. De aflevering werd in de VS voor het eerst uitgezonden op 21 april 1999.

## Verhaal
Cartman moet naar de plaatselijke oogarts, die hij haat omdat de oogarts hem, vanwege Cartmans obesitas, altijd 'Piggy' noemt. Hij krijgt een nieuwe bril aangemeten, die aan zijn hoofd wordt vastgeniet, zodat hij de bril niet kan afzetten. Later, ontdekken hij en de andere jongens dat Chef ontslag heeft genomen en is vervangen door een Mr. Derp, die de jongens voor hem probeert te winnen door slechte slapstickgrappen uit te voeren. De jongens ontdekken vervolgens dat de reden van Chefs ontslag zijn nieuwe vriendin Veronica is. Zij heeft zijn leven zo veranderd, dat hij is gaan werken als kantoorklerk. Ook blijkt ze gek te zijn op het zingen van de zoete titelsong van The Poseidon Adventure, 'The Morning After', zodat ze deze te pas en te onpas ten gehore brengt. De jongens denken dat ze Chef van hen wil afnemen en dat vermoeden wordt gevoed als ze te horen krijgen dat de twee gaan trouwen.
Wanneer de jongens dit vertellen aan Mr. Garrison, doet deze de suggestie dat Veronica een succubus is: een demoon uit de hel, die naar de aarde komt om het leven uit mannen te zuigen. De jongens proberen Chef te waarschuwen, maar krijgen in plaats van Chef zijn ouders te spreken, die beweren dat het Monster van Loch Ness hen stalkt, om 'three fitty' ($3.50) te krijgen.
Ondertussen krijgt Cartman een ooglaserbehandeling, die hem tijdelijk blind maakt. Plotseling komt Veronica op ziekenbezoek, en overtuigt de jongens dat ze geen monster is. Op het moment dat ze weggaat, verandert ze kortdurend in een demon, maniakaal lachend en mededelend dat de jongens haar niet kunnen stoppen met Chef te trouwen. Als de jongens Chef voor de tweede keer willen waarschuwen, gelooft hij hen niet en ze vertrekken naar Cartman om een plan te bedenken de bruiloft te voorkomen.
De jongens ontdekken dat een succubus haar mannen bezweert met een melodie en dat het achteruitspelen van die melodie de succubus kan stoppen. Ze oefenen dit om het de volgende dag op de bruiloft uit te voeren. Als ze dit doen, begint Veronica haar menselijke gedaante te verliezen. De taperecorder loopt echter vast en Veronica ontdoet zich van haar gedaante, waarbij ze een bizar hagedisachtig demonisch creatuur met rode ogen en grote vleugels blijkt, vervolgens de kerk rondvliegt en verwoest (en daarbij Kenny doodt). De taperecorder slaat gelukkig weer aan en de jongens krijgen het voor elkaar de succubus terug naar de hel te verbannen.
Ten slotte gaat Cartman terug naar zijn oogarts om van zijn slechte ogen af te komen door de ogen van de dode Kenny te laten transplanteren.

## Culturele verwijzingen
- De scheldnaam 'Piggy' is een verwijzing naar een karakter uit het boek Lord of the Flies van William Golding, die evenals Cartman een bril draagt en obees is.
- De receptioniste van het bedrijf van Chef is gaan werken vraagt of Cartman, met zijn bril, de jongen is uit Jerry Maguire.

## Kenny's dood
Kenny wordt geplet door de succubus.